# Edition Gorz
Edition Gorz ist ein Buchverlag für Paperback- und Online-Publikationen in den Geisteswissenschaften. Sitz des Verlages ist Waldkirch im Breisgau.
Der Verlag wurde 2004 gegründet. Schwerpunkte des Verlagsprogramms sind analytische und interpretierende Studien in den Bereichen Musik, Kunstgeschichte, Literatur, Philosophie, Ethik und Theologie. Ein besonderes Anliegen sind disziplinübergreifende Darstellungen. Autoren der ersten 20 Veröffentlichungen sind Siglind Bruhn und Mathieu Schneider (Musik), Uta-Dorith Rose, Po-shan Leung und Geert Edel (Philosophie) sowie Tze-wan Kwan (Ethik). Veröffentlichungssprachen sind neben deutsch auch englisch (3 Bücher) und französisch (1 Buch). Alle Publikationen sind ganz oder in wesentlichen Auszügen auch online zu lesen.

## Programm
- Musik (u. a. Musik im Dialog mit Literatur, Kunst und Religion; Debussy-Trilogie, Messiaen-Trilogie, Hindemith-Trilogie; Die Musik von Jörg Widmann / The Music of Jörg Widmann)[6]
- Kunstgeschichte
- Literatur
- Philosophie
- Ethik
- Theologie

## Weblink
- Homepage der Edition Gorz